# Pierre Som
Pour les articles homonymes, voir Som.
Pas d'image ? Cliquez ici

a Compétitions nationales et continentales officielles uniquement.

Dernière mise à jour le 15 novembre 2021.
Pierre Som, appelé aussi Peïo Som, né le 14 octobre 1981 à Bayonne, est un joueur français de rugby à XV. Il évolue au poste de troisième ligne.

## Biographie
Il est formé à Arudy. En cadet, il évolue avec plusieurs futurs professionnels en championnat fédéral Alamercery, entraînés par Jean-Bernard Cabannes : Thomas Sanchou et Antoine Vignau-Tuquet. À l'époque, il pratique aussi le joko garbi à Arudy. Mais ses talents rugbystiques prédominent et il obtient alors ses premières sélections dans les catégories de jeunes. Il part l'année suivante à la Section paloise. 
International -19 ans, champion du monde en 2000, il est également international universitaire en 2003 et avec l'équipe de France A en 2004.[réf. nécessaire]
Après cinq saisons à Pau, il signe à Agen, où il assume le rôle de capitaine en 2008. Son contrat n'étant pas renouvelé, il commence la saison 2008-2009 sans club, puis est recruté par le Biarritz olympique dès la troisième journée. Après une saison, il rejoint le Stade rochelais où il effectue ses trois dernières années de carrière professionnelle. Il termine sa carrière rugbystique en Fédérale 2 au Stade hendayais en 2013.

## Palmarès

### En club
- Finaliste du challenge européen : 2005

### En sélection nationale
- International -19 ans : champion du monde 2000 en France[réf. nécessaire]
- International universitaire[réf. nécessaire] :
  - 2004 : 2 sélections (Pays de Galles U, Angleterre U)[réf. nécessaire]
- International France A[réf. nécessaire] :
  - 2005 : 1 sélection (Angleterre A)[réf. nécessaire]